# Broad Haven (Regno Unito)

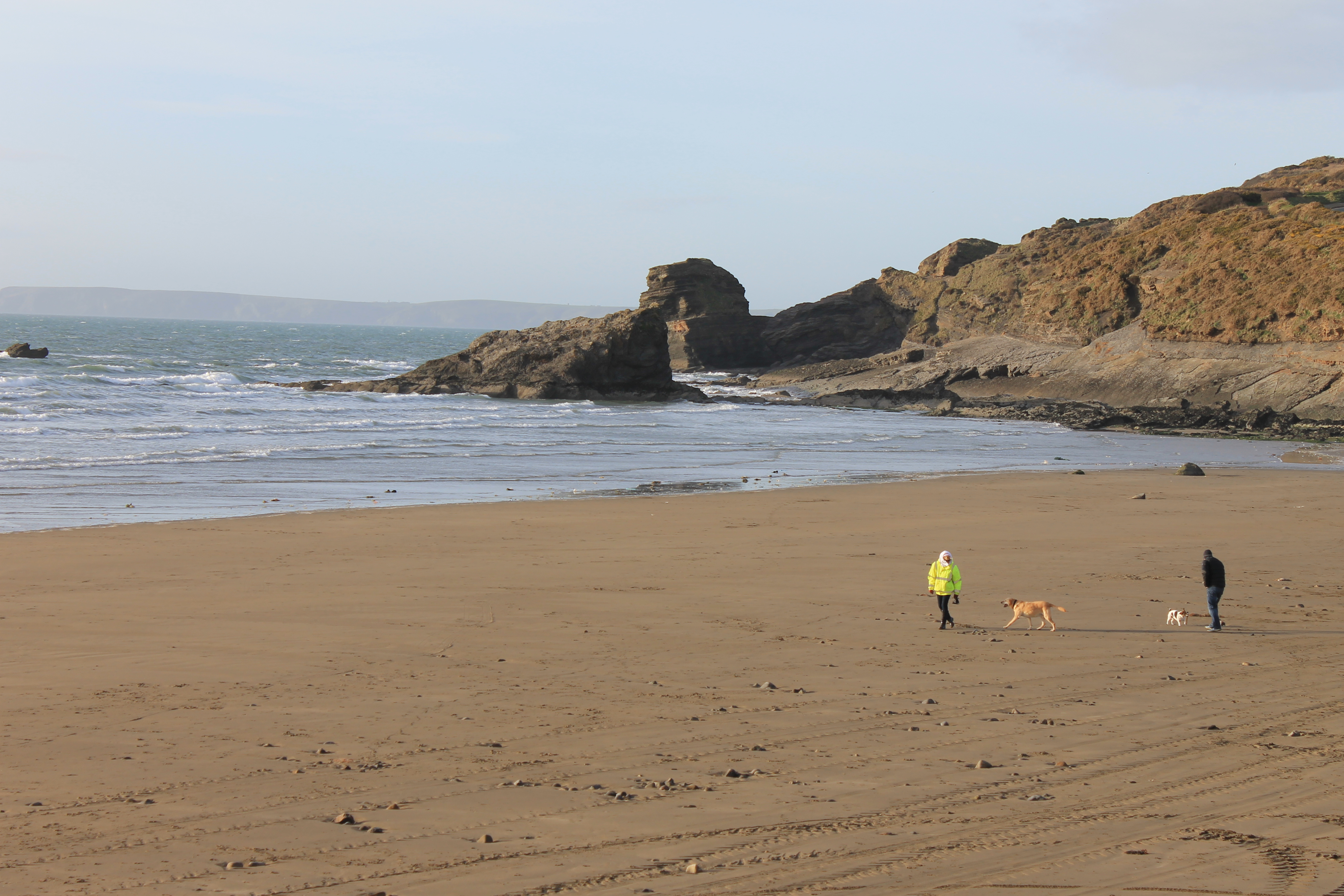
Spiaggia di Broad Haven

Broad Haven o Broadhaven (in gallese: Aber Llydan o Aberllydan) è una località balneare dal Galles sud-occidentale, facente parte della contea del Pembrokeshire ed affacciata sulla St Bride's Bay, nell'area del Parco nazionale costiero del Pembrokeshire. Assieme al villaggio di Little Haven forma la comunità di The Havens; conta una popolazione di circa 850 abitanti.

## Geografia fisica
Broad Haven si trova nella parte meridionale della costa che si affaccia sulla St Bride's Bay, a pochi chilometri a nord di Little Haven e a circa 7 miglia ad ovest di Haverfordwest.

## Storia
Poco si sa sulle origini del villaggio, che nell'Ottocento divenne una località balneare. Dal 1882 al 1921 ospitò una stazione per i battelli di salvataggio della Royal National Lifeboat Institution (RNLI). La stazione fu riaperta nel 1967 e il suo nome fu cambiato in Little and Broad Haven Lifeboat Station.
Il 4 febbraio 1977, balzò alle cronache, dopo che 14 studenti della scuola locale avevano dichiarato di aver avvistato un UFO di color giallo a forma di sigaro e che fosse atterrato in un campo vicino alla scuola elementare di Broadhaven. Il 17 febbraio 1977, gli insegnanti della scuola e altri testimoni affermarono di aver visto lo stesso UFO. La zona delle segnalazioni viene soprannominata il triangolo di Broad Haven o triangolo di Dyfed.

## Monumenti e luoghi d’interesse
Tra i principali monumenti di Broad Haven, figura il memoriale di guerra, realizzato in granito a forma di croce celtica.
|  |

## Società

### Evoluzione demografica
Nel 2014, la popolazione stimata di Broad Haven era pari a 864 abitanti.
Al censimento del 2011, contava invece una popolazione pari a 880 abitanti, mentre nel 2001 contava 785 abitanti.